# Gros Ilot Gionnet
Gros Ilot Gionnet ist eine kleine Insel der Republik der Seychellen im Atoll Aldabra. Sie liegt zusammen mit anderen Riffinseln im Einflussbereich des Passe Gionnet im Innern der Lagune zwischen Polymnie und Malabar.

## Geographie
Die Insel liegt im Noren des Atolls. Von der Insel Polymnie im Norden ist sie durch Ausläufer des Passe Gionnet (Johnny Channel) getrennt. Dazwischen und zwischen Malabar im Osten liegen weitere kleine Riffinseln.